# ووچنگاک
ووچنگاک (به صربی: Voćnjak) یک منطقهٔ مسکونی در صربستان است که در لوزنیسا واقع شده‌است. ووچنگاک ۱٬۲۰۴ نفر جمعیت دارد.